# Kanton Saint-James
Kanton Saint-James (francouzsky Canton de Saint-James) byl francouzský kanton v departementu Manche v regionu Dolní Normandie. Tvořilo ho 12 obcí. Zrušen byl po reformě kantonů 2014.

## Obce kantonu
- Argouges
- Carnet
- La Croix-Avranchin
- Hamelin
- Montanel
- Montjoie-Saint-Martin
- Saint-Aubin-de-Terregatte
- Saint-James
- Saint-Laurent-de-Terregatte
- Saint-Senier-de-Beuvron
- Vergoncey
- Villiers-le-Pré